# هنرمندان (مجموعه تلویزیونی لهستانی)
هنرمندان (لهستانی: Artyści) یک مجموعهٔ تلویزیونی کمدی-درام لهستانی است که در سال ۲۰۱۶ منتشر شد. این سریال از ۱۷ فوریه ۲۰۲۱، در رسانه نتفلیکس در دسترس است.

## گزیدهٔ بازیگران
- مارچین چارنیک
- آدام تسیفکا
- میئوگوست رچک
- ادوارد لینده-لوباشنکو
- اوا داوکوفسکا
- کریستین ویـِچورِک
- دوروتا سگدا
- اِوا اسکیبینسکا
- توماش کارولاک
- آنا ایلچوک
- کشیشتف دراچ
- الژبیتا کارکوشکا
- آنتونینا خروشی
- یژی ترلا
- مارک فرانتسکوویاک
- آندژی سورین
- ریشارد کوتیس
- آگنیشکا پِشِـپیورسکا
- مارتا اویژینسکا
- دوبرومیر دیمتسکی
- آگنیشگا گلینسکا